# Cavad Ağayev
Cavad Azär oğlu Ağayev (azerbajdzjanska: Cavad Azər oğlu Ağayev), även känd som Javad Aghayev, född 15 januari 2002, är en azerisk taekwondoutövare. 

## Karriär
I november 2017 tog Ağayev brons i 63 kg-klassen vid junior-EM i Larnaca. I april 2018 tog han guld i 63 kg-klassen vid junior-VM i Hammamet efter att ha besegrat italienske Gabriele Caulo i finalen. I oktober 2018 tog Ağayev brons i 63 kg-klassen vid ungdoms-OS i Buenos Aires. I oktober 2019 tog han även brons i 68 kg-klassen vid junior-EM i Marina d'Or.
I augusti 2022 tog Ağayev silver i 68 kg-klassen vid Islamic Solidarity Games i Konya efter en finalförlust mot uzbekiske Ulugbek Rashitov. Följande månad tog han silver i 68 kg-klassen vid U21-EM i Tirana efter en finalförlust mot turkiska Arslan Demir. I november 2022 tog Ağayev brons i 68 kg-klassen vid VM i Guadalajara.
I maj 2024 tog Ağayev brons i 74 kg-klassen vid EM i Belgrad.